# صرمون أبيض
صرمون أبيض أو ذات الخطوط الشعرية البيضاء (الاسم العلمي: Strymon albata)، نوع فراشات من فصيلة النحاسية. وصفت من قبل كاجيتان فيلدر ورودولف فيلدر في عام 1865. مواطنها من جنوب تكساس إلى كوستاريكا وكولومبيا وفنزويلا وترينيداد.